# 白神直子
白神 直子（しらかみ なおこ、12月22日 - ）は、日本の声優、歌手、舞台女優。ヘリンボーン所属。神奈川県出身。

## 人物
早稲田大学ミュージカル研究会出身。1988年石坂浩二演出「ユノーの休日」で舞台俳優としてデビュー。音楽座を経て数々の舞台出演すると共に、CMや企業VTRナレーションなど声の出演、舞台歌唱指導など幅広い。歌手としては、1996年、井関佳子、南方美智子と共に音楽ユニット「ねこマジ」を結成し、精力的にライブ活動を展開する。
白神直子名義ファーストアルバム「みちみちみちくさ」（2018年）には、葛岡みち、南方美智子、大橋エリ、小室等、藤野由佳なども参加。矢野誠アレンジの三声コーラスユニット藤原定家と3人姉妹（矢野誠、ひらたよーこ、葛岡みち）

## 出演作品

### テレビアニメ
- OVERMANキングゲイナー（シトラン）
- 巌窟王（テレザ）
- キノの旅 -the Beautiful World-（司書）
- ケロケロちゃいむ（女生徒）
- ケロロ軍曹（ケロン人女）
- 蟲師（村人）
- 蟲師 続章（妙の母）
- ミチコとハッチン

### ラジオ
- アフタヌーン・パラダイス（水曜日レギュラー、フォーク歌手小室等のアシスタントパーソナリティを務める。2011年 - 2018年/FM世田谷・ミュージックバード）

### 舞台(出演/ボイスコーチ/ボーカルコーチ)
- 劇団急旋回　ユノーの休日(1989年/浅草常盤座)
- 劇団3〇〇　1の1の6(1990年/ベニサンピット他)
- 劇団3〇〇　クレヨンの島(1991年/本多劇場)
- 音楽座ミュージカル　チェンジ(1992年、1993年/本多劇場)
- 音楽座ミュージカル　とってもゴースト(1993年/東京芸術劇場他全国ツアー）
- 櫻の園（藤城千晶役、青山円形劇場：1994年10月26日 - 30日）
- 五線譜の中の動物たち　ドンキホーテ(1995年/青山劇場)
- ホリプロ　ピーターパン(1995/青山劇場、中日劇場、近鉄劇場)
- TEPCO下町ミュージカル　トガリ山のぼうけん(1999年/ティアラこうとう他)主演
- フルミニ3  1999 結びの神様(1999年/シアターV赤坂)
- イッツフォーリーズ　MIRACLE（2000-2001年/東京芸術劇場ほか）
- ホリプロ　ピーターパン(1998-1999年/新国立劇場他、全国ツアー)
- 元禄影錦絵　星月数えて君を待ち(2000年/紀伊國屋劇場)主演
- BROKEN HEART 2003(2003年/博品館劇場)
- スター誕生(2004年/青山劇場/ラサール石井演出)
- ディファイルド DefileD(2004年/シアターコクーン・bunkamura/鈴木勝秀演出)
- 真琴つばさTHE LIVE2005 "KISEKI"(2005年/アートスフィア他)
- 東宝ミュージカル　デュエット(2008年/シアタークリエ/鈴木勝秀演出)
- 異人たちとの夏（2009年/シアタークリエ/鈴木勝秀演出）
- 算数ミュージカル OHHHHHH!(2013年/和光ホール)
- おかあさんといっしょファミリーコンサート(2014年/NHKホール)
- 朗読劇クリスマスキャロル(2015-2018/武蔵野スイングホール他)
- 熱いぞ猫ケ谷（2016年/clubex/堤幸彦監修）歌唱指導
- ママと僕たち(2016年/AiiA 2.5 Theater Tokyo他)声の出演
- パタリロ(2016年/紀伊國屋ホール)歌唱指導
- 私のホストちゃんREBORN (2017年/サンシャイン劇場ほか/村上大樹演出)歌唱指導
- 上野パンダ島ビキニーズ（2017年/clubex/堤幸彦演出）歌唱指導
- ミュージカル テニスの王子様3rd(2017-2018年)歌唱指導助手
- セーラームーン THE SUPER LIVE(2018-2019年／パリ・ニューヨーク公演)歌唱指導
- けものフレンズ1、2、3(2018-2019年/村上大樹演出)歌唱指導
- 七色いんこ(2018年/AiiA 2.5 Theater Tokyo)歌唱指導
- SORAは青い(2019年/博品館劇場)歌唱指導
- イッツフォーリーズ　マイストーリー（2019年）歌唱指導
- 女の友情と筋肉themusical(2022年/村上大樹演出)歌唱指導
- 家政夫のミタゾノ(2022年/村上大樹演出)歌唱指導
- セーラームーン THE SUPER LIVE(2023年/台湾公演)歌唱指導
- ハリーポッターと呪いの子(2023年より継続中/赤坂アクトシアター)ボイスコーチ

### ナレーション
- Netflix アニメ作品「B: The Beginning」副音声担当

### 音楽
- CDアルバム「そらはそら色」フィルストーンプロデュース
- タカラPlayStation 2「新世代ロボット戦記 ブレイブサーガ1・2」
- CMソング：「七賢」「ヤマト運輸」「明治製菓」「グリコ」他
- サウウンドロゴ：「村田製作所」「はくばく」ほか
- ビクター教材CD「ビクター発表会・運動会CD」 2005-2013年

### ラジオドラマ
- NHK FMシアター「男たちの秘密基地」
- NHK青春アドベンチャー「赤と黒」
- 三ツ矢サイダーショートストーリー「キミの笑顔」
- From Tokyo MIT「第３話 わがままアイドル」

### 海外ドラマ吹き替え
- NHK BS2 海外ドラマ『レリックハンタ－3 ～秘宝を探せ～』 看護士役

### 映像
- 広島放送局制作ドラマ「被爆70年 一番電車が走った」
- NHKドラマ『川、いつか海へ ２話 』三谷幸喜脚本 仲居役
- TV-CF『九州電話　メガネの看護婦役 』結婚・出産ダブルおめでた篇
- 企業VP　建設省/国土交通省/第一生命/ヤマト運輸/Panasonic他
- 自主映画　「ハチと奥さん」主演　小林でび監督

### リリース
- CDアルバム「ねこマジ/ねこマジ」2005年
- ライブDVD「Give Me !!/ねこマジ」2007年
- CDアルバム「スリーピースの男/ねこマジ」2013年
- 白神直子アルバム「みちみちみちくさ」2018年
- 矢野誠アルバム「ミライのキオク」2022年（ボーカル、作詞）